# Паста (лікарська форма)
Па́ста (лат. Pasta (-ae, -ae)) — мазь, яка вміщує у своєму складі 25 % і більше порошкоподібних речовин. Пасти мають щільнішу консистенцію, не розплавляються, а лише розмягшуються при температурі тіла і триваліше утримуються на шкірі. Тому в пастах назначають лікарські форми місцевої дії і їх не втирають, а наносять шаром на уражені ділянки. Готують пасти шляхом змішування компонентів з розплавленою основою. Виписують в рецептах по тим же правилам, що і мазі.

Мазі і пасти необхідно зберігати в добре закупореній тарі (банках), тубах, в прохолодному, захищеному від світла місці. Не допускати контакту з металевим посудом мазей, які містять кислоти, вяжучі речовини, йод тощо.